# Talasemija
Talasemije i talasemijski sindromi su nasledne bolesti koje se karakterišu poremećajem u sintezi jednog ili više polipeptidnih lanaca globina. One su u suštini anemije sa poremećajem u sintezi globinskih lanaca kvantitativne prirode, gde su sintetisani lanci hemoglobina normalne strukture, ali se stvaraju u neadekvatnoj količini.

## Etiologija
Bolest je nasledna, a njeni nosioci mogu biti jedan ili oba roditelja. Izazvane su teškim deficitom hemoglobina A1. Zbog toga koštana srž sintetizuje hemoglobin A2 i F ne bili nadomestila njegov nedostatak u eritrocitima krvi. Međutim, takvo stanje dovodi do razvoja teške anemije.

## Epidemiologija
Talasemije i talasemijski sindromi predstavljaju najučestalije monogensko oboljenje u svetu. Iako imaju relativno homogen hematološki i biohemijski fenotip, talasemijski sindromi su posledica velikog broja različitih genetičkih defekata.
Širom sveta, 15 miliona ljudi ima kliničke manifestacije talasemijskog sindroma. Navodno, samo u Indiji genetički defekt za talasemiju ima oko 30 miliona osoba. Ove činjenice potvrđuju da je talasemija među najčešćim genetičkim poremećajima kod ljudi, koji se sreće među svim etničkim grupama i u skoro svakoj zemlji širom sveta. 
Zajedno s anemijom srpastih ćelija sindromi talasemija su među dominantnim bolestima u zemljama u razvoju, u kojima je nedostatak genetskih savetovališta i prenatalne dijagnostike u mnogome doprinelo održavanju vrlo visoke učestalosti tih genetskih bolesti u ovim populacijama.
Određene vrste talasemija su češći u određenim delovima sveta:
β talasemija
β talasemija je mnogo češća u mediteranskim zemljama, kao što su Grčka, Italija i Španija. Mnoga mediteranska ostrva, uključujući Kipar, Sardiniju, i Maltu, imaju znatno višu učestalost teških β talasemija, koja u ovim oblastima predstavlja veliki zdravstveni problem. Na primer, na Kipru, 1 u 7 osoba nosi gen, što znači da se u 1 od 49 brakova između supružnika i 1 u 158 novorođenčadi očekuje razvoj β talasemija. Kao rezultat toga, brojne preventivne mere preduzimaju i sprovode javne zdravstvene vlasti i one su vrlo efikasne u smanjenju učestalosti među stanovništvom ovih zemalja. β talasemija je takođe uobičajeno u Severnoj Africi, Bliskom Istoku, Indiji i istočnoj Evropi. 
α talasemija
Za razliku od β talasemija α talasemija češća je u jugoistočnoj Aziji, Indiji, Bliskom Istoku i Africi.

## Klinička slika
One uzrokuje vrlo različitu kliničku sliku, od asimptomske hipohromije i mikrocitoze, do teške anemije koja je smrtonosna pre rođenja novorođenčeta ili u ranom detinjstvu, ako se ne leči.

### Oblici
Bolest je nasledna, pa zato oblik talasemije (anemije) – određuje činjenicom da li su oba roditelja nisioci bolesti ili nisu.. Na osnovu ovih faktora je napravljena i podela talasemije, pa tako imamo nekoliko tipova. Klinički se ispoljavaju alfa i beta talasemije i to u tri oblika:
- Major - težak poremećaj, homozigoti,
- Intermedia - srednje težak poremećaj, heterozigoti,
- Minor - asimptomatski, heterozigoti.

| Alfa talasemija          | - Ona je homozigotni oblik koji ne stvara inkluzije u eritrocitima. Ovaj oblik hemoglobina ima veliku potrebu za kiseonikom, zbog čega ga ne predaje tkivu. - Bolest se ispoljava u vidu hidropsa fetusa koji umire intrauterino (u materici) – pre rođenja. |
| Beta talasemije          | - Katakteriše produkcija alfa lanaca koji prevazilazi proizvodnju beta lanaca - pri čemu se on nakuplja i precipitira u prekursorima eritrocita, koji menjaju propustljivost opne eritrocita i dovode do njegove lize. - Postoji kompenzatorna hiperplazija crvene loze u kostnoj srži. Zbog hipermetabolizma dolazi do zaostajanja u rastu i do pojave skeletnih deformiteta. |
| Beta talasemija major    | - Ona je najozbiljniji oblik, jer se od rođenja uočava anemija težeg stepena. - Obolela deca zaostaju u rastu, imaju napade groznice i česte prolive. - Međutim, dete može normalno da se razvija uz lečenje transfuzijama, ali se krajem prve decenije života obolele osobe javljaju znaci viška gvožđa, odnosno deponovanja gvožđa (sideroza tkiva )                         |
| Kulijeva (Cooly) anemija | - Javlja se u slučaju da se obolelo dete ne leči. - Anemiju prati zaostajanje u rastu i mongoloidnim izgled. - Kod obolelih je četa pojava kardiomegalije (uvećanja srca), što dovodi do srčane insuficijencije. Bolest prati i uvećanje jetre i slezine – ili hepatosplenomegalija koja je vrlo česta pojava u ovoj bolesti.                                                  |
| Talasemijski sindromi    | - Obuhvataju talasemije i hemoglobinske varijante. - Talasemije su "kvantitativne" bolesti jer su posledica odsustva ili smanjene sinteze globinskih polipeptida. - Hemoglobinske varijante za razliku od talasemije, karakterišu se prisustvom normalne količine globinskih polipeptida koji su mutirani, i zbog toga izmenjenih fizičkih i hemijskih svojstava.              |

## Dijagnoza
Dijagnostika talasemije počinje analizom hematoloških parametara, čije normalne vrednosti kod odraslih iznose 8,5 – 11,5%. Vrednosti veće od normalnih ukazuju na teže oblike talasemijskog sindroma. Zatim slede biohemijske analize. Sagledavanje svih relevantnih hematoloških i biohemijskih parametara vodi dijagnostičare ka izboru globinskog gena koji treba analizirati. Odgovor na pitanje koja mutacija je dovela do patološkog fenotipa i da li je to zaista uzrok svih patoloških promena može dati jedino molekularna dijagnostika, odnosno molekularno-genetičke analize, koje daju nedvosmislenu potvrdu da je obolela osoba nosilac mutacije u genima za globine.
Dijagnostika talasemije u Srbiji
U R. Srbiji se od 1998 talasemije dijagnostikuju na molekularnom nivou.

### Hematološki parametri
Pored sniženog nivoa hemoglobina, koji se viđa u nizu oboljenja, postoje još dva hematološka parametra čije vrednosti imaju veliki značaj za diferencijalnu dijagnostiku talasemija. To su: MCV (srednja zapremina eritrocita) — čija je normalna vrednost kod odraslih 85 - 95 fL, koji je mera za mikrocitozu i MCH (prosečni sadržaj hemoglobina u eritrocitu), čija je normalna vrednost kod odraslih 27 – 32 pg, koji je mera za hipohromiju. Vrednosti ovih parametara zavise od uzrasta i pola.
Kod b-talasemija MCV i MCH su značajno sniženi. Za adultnog heterozigotnog nosioca b-talasemijske mutacije vrednosti za MCV su 63 - 70 fL, dok su vrednosti kod dece čak i niže, 57 - 67 fL. Vrednosti za MCH su 20 - 24 pg kod adultnog heterozigotnog nosioca b-talasemijske mutacije, a kod dece vrednosti variraju od 17 - 21 pg.
Kod a-talasemija tipa delecije samo jednog gena, MCV može dostizati i vrednost od 78 fL, a MCH 27 pg. RDW (distribucija eritrocita po zapremini) je u osoba sa talasemijom minor normalna, što ih razlikuje od osoba sa anemijom izazvanom nedostatkom gvožđa kod kojih su vrednosti ovog parametra povišene. 

### Biohemijske analize
Elektroforeza hemoglobina je veoma korisna metoda za dijagnostiku talasemija. Normalni hemoglobini u hemolizatu odraslog čoveka su HbA i HbA2. Prisustvo dodatnih traka na elektroforezi otkriva patološke frakcije hemoglobina (hemoglobinske varijante). Postoje i specijalni testovi (test stabilnosti, test za povišen afinitet prema kiseoniku) koji mogu ukazati na postojanje hemoglobinskih varijanti koje se teško uočavaju elektroforetskom analizom hemolizata pacijenta.
Odsustvo ili izrazito smanjena količina HbA ukazuje na b-talasemiju major tipa. Povećana vrednost za HbA2  je znak b-talasemije minor. Za razliku
od njih, a-talasemije imaju snižen nivo ove frakcije. Pojava HbF na elektroforezi govori u prilog b-talasemije minor tipa.

### Molekularna dijagnostika talasemija
Molekularna dijagnostika talasemija je najpouzdaniji način da se postavi dijagnoza u najranijem uzrastu i da se, blagovremenim terapeutskim zahvatom, popravi klinička slika, tok i prognoza bolesti. Ovo omogućavaju moderne metode molekularne genetike: analize bazirane na PCR-metodologiji (ARMS i ASO hibridizacija), DGGE, SSCP i sekvenciranje. Praćenje genetičkih markera u porodici omogućava prenatalnu dijagnostiku za ovu bolest i smanjenje broja obolelih od teških oblika talasemijskih sindroma.
Ukoliko se talasemija dijagnostikuje u najranijem uzrastu, izbegava se terapija gvožđem, koja se često, a potpuno nepotrebno, prepisuje ovim bolesnicima, kao i niz dijagnostičkih analiza kojima se traži uzrok anemije kod deteta. Praćenje genetičkih markera (mutacija) u porodici omogućava prenatalnu dijagnostiku za ovu bolest. Molekularna dijagnostika talasemija bazirana je na PCR metodologiji. Najčešće se koriste: reverzni dot blot i ARMS (alel-specifični PCR) za poznate i česte mutacije, i DGGE (elektroforeza na gelu sa gradijentom denaturišućeg agensa) i sekvenciranje za retke i novookarakterisane mutacije.

## Diferencijalna dijagnoza
U diferencijalnoj dijagnozi talasemija treba posumnjati na ove bolesti i poremećaje:
- Akutni oblik anemije[13]
- Hronični oblik anemije[14]
- Hidrops, fetalni[15]
- Nedostatak piruvat kinaze[16]
- Intermedijalni oblik talasemije[17]

## Terapija
Terapija talasemije zasniva se na sledećim principima:
- Lečenje beta talasemije je potpomažuće.
- Splenektomija (odstranjenje slezine) je indikovana kod bolesnika sa izraženom sekvestracijom eritrocita u slezini i može da ublaži kliničke simptome i znake bolesti.
- Helacija gvožđa je obavezna kontinuiranim supkutanim davanjem desferioksiamina.
- Lakše oblike nije potrebno lečiti.

Transuziona terapija
Transfuzija koncentrovanih eritrocita je terapijska mera za korekciju anemije. Međutim, u teškim oblicima b-talasemije neophodno je predupređenje nastanka anemije redovnom primenom transfuzija, jer se samo na taj način može potisnuti eritropoeza i smanjiti apsorpcija gvožđa u crevima. Ovakav pristup se naziva režimom hipertransfuzije. U zavisnosti od težine kliničke slike, donosi se odluka na kom nivou će se održavati hemoglobin.
Primena čestih transfuzija dovodi do dodatnog viška gvožđa u plazmi, što doprinosi oštećenju mnogih vitalnih organa. Lekovi kojima se gvožđe eliminiše iz organizma su iz grupe helatora. Splenektomija je izuzetno retko potrebna. Jedna od terapijskih opcija je i transplantacija matičnih ćelija hematopoeze.
Targeti za gensku terapiju
U poslednje vreme je postignut značajan napredak u dizajniranju novih terapijskih pristupa u lečenju talasemija, kao što su genska terapija i terapija
bazirana na indukovanim pluripotentnim matičnim ćelijama (iPSC).
Targeti za gensku terapiju su uglavnom geni koji se nazivaju sekundarnim modifikatorima, i koji, pored defekta u globinskom genu, utiču na kliničku sliku
svakog pacijenta. Sekundarni modifikatori su geni čija ekspresija utiče na ekvilibrijum globinskih polipeptida, a to su za b-talasemiju: a-globinski i
g-globinski geni, geni uključeni u ekspresiju g-globinskog gena (HBS1-MYB, BCL11A, GATA1, KLF1), kao i geni koji utiču na stabilnost a-globinskih gena
(AHSP, HSP70).

## Prevencija
Zbog toga što je bolest nasledna, potrebno je genetičko savetovanje roditelja, kao i antenatalna dijagnostika.
Od kada se u Srbiji radi genetičko savetovanje za talasemiju i prenatalna dijagnostika, u tim porodicama nijedno dete obolelo od najtežeg oblika talasemije - talasemije major, nije rođeno.

## Literatura
- Belmont, A.; Kwiatkowski, J. L. (јун 2017). „Deferiprone for the treatment of transfusional iron overload in thalassemia”. Expert Rev Hematol. 10 (6): 493—503.
- Tricta F, Uetrecht J, Galanello R, Connelly J, Rozova A, Spino M;  . (октобар 2016). „Deferiprone-induced agranulocytosis: 20 years of clinical observations”. Am J Hematol. 91 (10): 1026—31.
- Poggi M, Sorrentino F, Pugliese P, Smacchia MP, Daniele C, Equitani F;  . (април 2016). „Longitudinal changes of endocrine and bone disease in adults with β-thalassemia major receiving different iron chelators over 5 years”. Ann Hematol. 95 (5): 757—63.
- Elalfy, M. S.; Adly AM; Wali, Y; Tony, S.; Samir A, Elhenawy YI (новембар 2015). „Efficacy and safety of a novel combination of two oral chelators deferasirox/deferiprone over deferoxamine/deferiprone in severely iron overloaded young beta thalassemia major patients”. European Journal of Haematology. 95 (5): 411—20.
- Olivieri, N. F.; Brittenham, G. M.; McLaren, C. E.;  . (август 1998). „Long-term safety and effectiveness of iron-chelation therapy with deferiprone for thalassemia major”. New England Journal of Medicine. 339 (7): 417—23.
- [Guideline] Angelucci E, Barosi G, Camaschella C. „Italian Society of Hematology practice guidelines for the management of iron overload in thalassemia major and related disorders”. Haematologica. 93 (5): 741—52. мај 2008.
- Elalfy MS, Adly A, Awad H, Tarif Salam M, Berdoukas V, Tricta F. „Safety and efficacy of early start of iron chelation therapy with deferiprone in young children newly diagnosed with transfusion-dependent thalassemia: A randomized controlled trial”. Am J Hematol. новембар 2017..

## Spoljašnje veze
Mediji vezani za članak Talasemija na Vikimedijinoj ostavi

- „Talasemija - bolest krvnog sistema na Web.medicina”. Архивирано из оригинала 27. 03. 2011. г.
- Homozigotni oblik nasljedne hemokromatoze u bolesnika s beta talasemijom minor, prikaz slučaja

|  | Molimo Vas, obratite pažnju na važno upozorenje u vezi sa temama iz oblasti medicine (zdravlja). |